# Kiloseconde
| Kleinere eenheden | Kleinere eenheden | Kleinere eenheden |
| factor            | naam              | symbool           |
| ----------------- | ----------------- | ----------------- |
| 10−30             | quectoseconde     | qs                |
| 10−27             | rontoseconde      | rs                |
| 10−24             | yoctoseconde      | ys                |
| 10−21             | zeptoseconde      | zs                |
| 10−18             | attoseconde       | as                |
| 10−15             | femtoseconde      | fs                |
| 10−12             | picoseconde       | ps                |
| 10−9              | nanoseconde       | ns                |
| 10−6              | microseconde      | µs                |
| 10−3              | milliseconde      | ms                |
| 1                 | seconde           | s                 |
| 103               | kiloseconde       | ks                |

Een kiloseconde bedraagt duizend seconden (103 seconden of 1 ks). Het woord wordt gevormd door het voorvoegsel kilo, gevoegd bij de eenheid seconde. Men spreekt in het dagelijkse leven nooit van een kiloseconde, maar van minuten of uren. Een kiloseconde is gelijk aan 16 minuten en 40 seconden. De eenheid wordt in de wetenschappelijke wereld niet vaak gebruikt, op enkele vakgebieden na, zoals de röntgenastronomie.